# Majorica

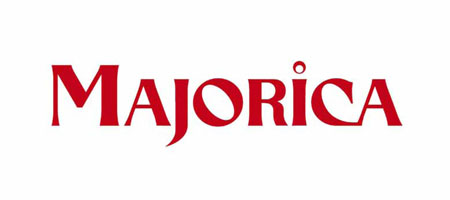
Logotipo de Majorica

Majorica Internacional S. L. es una empresa española dedicada a la producción de joyas y perlas artificiales con sede en la ciudad de Manacor, Mallorca. La empresa fue fundada en París en 1890, de la mano del ingeniero alemán Eduard Hugo Heusch. Desde 2022, es propiedad de la empresa Majolaperla, del inversor de origen francés Gregorio Bontoux Halley.
A lo largo de su historia, la empresa ha tenido distintos nombres. En sus orígenes, se fundó como Societé de Perles des Indes, pero al llegar los Heusch a España, se fundaba la corporación Hugo Heusch & Cía. En 1915, se transformaba en Industria Española de Perlas de Imitación S. A. (IEPISA), nombre de la compañía durante más de medio siglo. En 1968, debido a los problemas con la competencia, se decidió establecer el nombre de Majorica Heusch S.A. 
Desde 1952, la Perla Majorica era uno de los tipos de perla que producía la compañía, el de mayor calidad y más renombre. Por este motivo, se decidió adoptar como razón social el nombre del producto estrella de la marca, junto con el apellido de la familia fundadora. Finalmente, a partir de 1978, se la conocía simplemente como Majorica S. A. El término Majorica alude al topónimo con el que los romanos se referían a la mayor de las Islas Baleares.

## Historia
La perla a lo largo de los tiempos
Ya en el siglo V se encuentran evidencias de piezas que contenían perlas como parte de la ornamentación. Conseguir dar con una ostra perlera no era tarea fácil, por lo que esa rareza aumentaba significativamente su valor y la colocaba solo al alcance de los más pudientes. De esa exclusividad nació la necesidad de encontrar alternativas asequibles para los que carecían de ese poder. 
Fue en el siglo XVII cuando una fábrica de rosarios ubicada en París descubrió la posibilidad de recubrir cuentas de cristal con el material viscoso de las escamas del pescado. El resultado daba lugar a piezas de similar iridiscencia a la de las perlas.  
Los japoneses consiguieron darle forma final a la idea en el siglo XIX, creando lo que se conoce como perla cultivada y llevándola a la exclusiva clase alta catapultando esas nuevas perlas como alta joyería. 
Años atrás la demanda se incrementó, lo que democratizó la perla y se acercó a un precio más razonable para otras clases sociales. Tras el crecimiento de la demanda en las capitales europeas, Eduard Hugo Heusch, ingeniero alemán, hizo tangible un sueño y dio paso al inicio de lo que, más tarde, terminaría siendo Majorica.

HISTORIA DE LA MARCA
Los orígenes (1890-1900)
En 1890, Eduardo Hugo Heusch (1865-1937), un ingeniero alemán nacido en Aquisgrán en 1865, decidió fundar en París una factoría dedicada a la producción de perlas artificiales con el objetivo de fabricar la perla más perfecta que el hombre pudiera crear con sus propias manacos. El alemán estudió con ahínco la fórmula maestra que reprodujera a la perfección la belleza y pureza que caracteriza a la perla natural. Los primeros frutos llegarían en 1895, cuando recibiría la primera patente de la historia para la fabricación de perlas artificiales. Dos años después, en 1897, fundaba la compañía Societé de Perles des Indes.

La llagada a España (1900-1917)
A finales del siglo XIX, Karl Heusch, hermano del fundador, trasladaría parte de la producción a Barcelona, donde la familia hacía unos años había abierto La Metalurgia Española. Se fundaba así la compañía Hugo Heusch & Cía. No obstante, el ritmo de crecimiento era tan alto que fue necesario abrir más factorías en España, siendo la isla de Mallorca el lugar idóneo para ello. En 1901, se abría la fábrica de Palma, en la Calle Missió, número 53, en la que trabajaban cincuenta empleados. Pero no fue hasta 1902 cuando se establecieron en un pequeño pueblo agrícola del levante mallorquín, Manacor, que con el tiempo se convertiría en la capital mundial de la perla.
Las razones reales de esta reubicación fueron, sin lugar a duda, estratégicas. Además de la necesidad de estar cerca del mar, Heusch también reconocía y exigía la habilidad de los trabajadores de la región, específicamente de los artesanos, los sopladores de opalina y la destreza de las manos de las mujeres que se encargaban de forrar los collares. Hay que tener en cuenta también que desde 1879 Manacor disfrutaba de conexión ferroviaria con Palma, esencial para la importación y exportación de productos, y desde 1901 había una fábrica de electricidad, Servera Melis, necesaria para el funcionamiento de la factoría. 
En un primer momento, se fabricaban perlas vacías –soufflé–. Se trataba de pequeñas celulillas vacías, hechas a partir de la técnica del cristal soplado, que luego se rellenaban con cera para ganar consistencia y se embarnizaban para conseguir un color similar a las perlas naturales. En Manacor se producían los núcleos, que, luego, se mandaban a las fábricas de París y Barcelona para los acabados. Eran perlas aún muy lejanas a lo que después se convertiría la Perla Majorica. Este tipo de perla tuvo un gran mercado en Reino Unido y, especialmente, en la India. 
La llegada de la Primera Guerra Mundial forzó el traslado a Barcelona de la actividad que, hasta entonces, se estaba llevando a cabo en París.  Así pues, en 1915, nacía IEPISA (Industria Española de Perlas Artificiales S.A), que aglutinaba las fábricas de Barcelona y de Mallorca. A pesar del traslado de parte de la actividad en Barcelona, la fábrica de Manacor también aumentó su producción, centrándose especialmente en la producción de la nueva perla maciza. 

La primera gran expansión (1917-1936)
Durante la década de 1910, ese afán de buscar la perla perfecta indujo a producir otro tipo de perla: la perla maciza. En 1912, llegaron los primeros especialistas franceses para enseñar a los operarios mallorquines el nuevo proceso de producción. Aun así, no fue hasta la década de los veinte que este producto tuvo tirón comercial, substituyendo definitivamente la perla hueca. A diferencia de su predecesora, los núcleos de la perla maciza se extraían uno a uno a partir de una varilla de cristal opalino con una técnica artesanal basada en el movimiento de rotación. Una vez conseguido el núcleo, este se recubría con una primitiva esencia de perla. A nivel técnico, es el antecedente directo de la Perla Majorica. Para poder abastecer la producción, se abría en 1921 una nueva factoría en Felanitx, Mallorca. Además, en 1925, la fábrica de Manacor contaba ya con 240 máquinas a pleno rendimiento y más de 1.000 empleados, entre los que se contabilizaron, también, 50 plazas de sopladores a mano.
Desde los inicios, los Heusch tuvieron una visión internacional de su negocio. Si bien es cierto que, en un primer momento, gran parte de las exportaciones se centraban en Europa, durante los años veinte, Estados Unidos se convirtió el primer mercado para la exportación de perla. Hay que tener en cuenta que, en 1917, la compañía había abierto una primera sucursal en Estados Unidos, concretamente en la Quinta Avenida de Nueva York. Así pues, el lanzamiento de la nueva perla maciza tuvo bastante recorrido en el país norteamericano. 
No obstante, el Crac del 29 trunco el crecimiento de la perla, que perdió mercado en Estados Unidos, también debido a los cambios de moda. La perla vacía se dejó de producir en 1931 y se dedicaron todos los esfuerzos a la perla maciza, que mantuvo mercado en Europa. Paralelamente, en España, los procesos de producción se vieron gravemente afectados, tanto por la caída del mercado como por problemas con los aranceles, hasta el punto de que se tuvo que reducir la plantilla. A todo esto, se le unió el estallido de la guerra civil española en 1936, que supuso la paralización de la producción tanto en Barcelona como en Mallorca. Debido al conflicto, se cerró definitivamente la fábrica de Barcelona y se centralizó toda la producción en Manacor, que retomaría sus trabajos en 1937. 

La Segunda Guerra Mundial (1937-1952)
A pesar de una década de los treinta muy compleja, las perlas entraban al nuevo decenio recuperando su posición en el mercado. La coyuntura derivada de la Segunda Guerra Mundial, con los competidores alemanes y japoneses en conflicto y sin producir, supuso que las perlas españolas se encontraran con el monopolio de la producción y de las exportaciones internacionales. El mercado principal volvió a ser Estados Unidos, donde se llegaban a vender 15.000 collares diarios. 
No obstante, el fin del conflicto supuso que Japón volviera a entrar en el mercado, produciendo perlas de menor calidad, pero mucho más económicas. Además, en 1948, se terminaba la patente que los Heusch disfrutaban desde finales del siglo XIX. Esto supuso que en Manacor se abrieran nuevas empresas dedicadas a la producción de perlas. Paralelamente, ese mismo año se fundaba una nueva filial, Perlas Manacor S. A., ubicada en el centro de la capital de Levante y que funcionaba como tienda taller. Su objetivo era atraer a los turistas que visitaban las Coves del Drach. 
En este contexto, Eduardo Camille Heusch, hijo del fundador y nuevo director general después de la muerte de su padre en 1937, dedicó especial ahínco a buscar una fórmula para conseguir la perla perfecta y así distinguirse de la competencia. Así pues, se invirtieron las ganancias de la década en mejoras de los sistemas de producción y en importantes investigaciones acerca de la esencia de perla. 

El descubrimiento de Majorica (1952-1968)
En 1952, Geza Zsolt Mulacs marcaría un antes y un después en la historia de la perla orgánica y, por ende, en la historia de Majorica. Después de años de investigación, este joven químico húngaro, que trabajaba entre Manacor y el laboratorio de la sede de Barcelona, consiguió dar con la ansiada fórmula magistral perfecta. Sería la mezcla del trabajo con elementos naturales del mar y el uso de la guanina (extracto procedente de las escamas de peces como el boquerón o la sardina) lo que daría a luz a una perla idéntica a la natural en su aspecto. 
A partir de 1953, el nuevo producto se empezaría a comercializar. Para garantir su autenticidad delante de los clientes, se creó en 1954 organización Europea de la Perla Majorica, que aglutinaba los distintos distribuidores y que dos años después se convertiría en la Organización Mundial de la Perla Majorica.
La nueva Perla Majorica fue muy bien recibida por los clientels y en poco tiempo se convirtió en un éxito de ventas. Ya a mediados de 1960, a diario se producían más de 200.000 unidades destinadas a ser vendidas en todo el mundo. Se hicieron importantes campañas publicitarias, además de patrocinar importantes certámenes de belleza a lo largo de la década. 
Durante esa época, Majorica se convirtió en pionera en lo que a contratar a mujeres se refiere, eliminando las diferencias salariales e incluso se implantaron guarderías dentro de la fábrica (1961). Así, generación tras generación de familias han trabajado para Majorica, aspecto que se sigue manteniendo en la actualidad.
Entre 1966 y 1968 se ampliaron y modernizaron las instalaciones de la Fábrica. En ese momento y por decisión del director general Alberto Heusch, que había sucedido a su hermano Eduardo Camille, fallecido en 1961, se creó un pasillo turístico para compartir con los visitantes los procesos de producción que seguía la perla Majorica. Se contabilizaron entonces 300.000 visitas.
Unos años después, la compañía sufrió una sacudida feroz en las ventas ocasionada por la corriente Hippie en la industria de la moda, cosa que supuso el decrecimiento del desarrollo de las exportaciones y de las ventas. Sin embargo, se compensó con la afluencia del turismo con 600.000 visitas anuales. Incluso la princesa Sofía y el emperador de Etiopía, Haile Selassie, visitaron la fábrica en 1967. En 1968, salía al mercado el primer Fancy, el collar de diez posiciones patentado por Majorica y que se convirtió en el gran best-seller de la marca. Para promocionarlo, se estrenó un documental, El nacimiento de las perlas, que explicaba todo el proceso de producción del nuevo collar.
Los años sesenta significaron, sin duda, el lanzamiento de la firma y del glamur y modernidad que la caracterizarían en su trayectoria posterior. Ahora bien, la profusión de fábricas de perlas en la isla, nacidas durante la década de los cuarenta y que vendían sus productos con similar nombre, empezó a crear malentendidos y confusiones entre los compradores internacionales. Por eso, en 1968 la empresa pasó a llamarse Majorica Heusch S.A, en lugar de IEPISA, uniendo así el nombre del producto estrella con el apellido de los propietarios.

La consolidación de la marca (1969-1998)
A pesar de la pequeña crisis estilística de finales de los sesenta y al crisis del Petróleo de 1973, Majorica siguió en expansión. A lo largo de la década de los setenta, se optó por mecanizar algunas de las operaciones, hasta ese momento manuales, para mejorar los rendimientos de producción.. El afán por seguir mejorando propició que en 1975 se creará la división I+D. Como por arte de magia (y de trabajo constante) se hizo capaz igualar la belleza de una perla natural, a la vez que se reducían a escasas semanas los años que una ostra tardaba en alumbrar una perla.  En 1978 llegó una reconversión importante para la marca y es que sería el año que vería adoptar el nombre de Majorica, S.A como denominación de la razón social, denominación que mantendría hasta 2022.
A inicios de la década de 1970, se abrió una tienda justo enfrente de la fábrica para recibir a los turistas que visitaban la fábrica. Una década después, en 1982, se abría una nueva tienda en la carretera de Palma a Manacor. Ambas tiendas estaban bajo la dirección de Montserrat Ferrer, directora comercial, relaciones públicas y la primera mujer que ocupó un cargó en las altas esferas de la compañía. Fue nombrada hija predilecta de Manacor en 2022.
En 1987 se cerró la tienda ubicada en Rector Rubí y se abrió una nueva fábrica de joyería en el Polígono de Manacor en la que se incorporaron más de 300 especialistas dedicados a la fabricación de joyas de plata. Todo ello supuso un hito para la marca, puesto que supuso posicionarse como una de las empresas más modernas de Europa.  Así, en 1990 Majorica consiguió celebrar el centenario de su fundación y, siete años después, ya distribuía a 118 países alrededor del mundo.

El siglo XXI (1998-2022)
A finales de 1998, la falta de relevo generacional llevó a la propiedad a vender la compañía al grupo inversor Alpha Investments. La nueva propiedad apostó por unos cambios que no fueron positivos para la empresa, que unidos a la crisis derivada de los Atentados del 11 de septiembre y la pérdida de los mercados internacionales, llevaron a la empresa a una situación crítica. Finalmente, después de distintas ventas en poco tiempo, la empresa Saga se hacía con la propiedad de Majorica. Debido a la obsolescencia de las antiguas instalaciones, en 2005, la nueva dirección decidió centralizar la producción por completo en el Polígono de Manacor: desde la creación del diseño, hasta la preparación del producto para venta.  A pesar de los años de crisis, una década después, Majorica seguía creciendo, celebrando su 125 aniversario. En 2016, se abría una nueva tienda en Porto Cristo, al lado de las Coves del Drach. 
Ahora bien, la crisis derivada del Covid-19 volvía a hacer temblar la compañía, que entraba en concurso de acreedores en 2021. Finalmente, la empresa francesa MajolaPerla, propiedad de Gregorio Bontoux, adquiría Majorica, con el objetivo de relanzar la marca. 

CLASSIC MEETS EVERYONE
El broche de oro a la evolución de Majorica llegaría tras un tiempo de impasse muy complicado y decisivo en su historia. Tras el resurgir de la marca, en 2022 se presentó ante el público con un potente rebranding y junto a un nuevo concepto transgeneracional mucho más amplio. Ahora, Majorica es más moderna, evolucionada, centrada en el futuro y que se dirige a todos los públicos. Así, junto a su nuevo eslogan Classic Meets Everyone se inicia una nueva era para la empresa: con una imagen de la perla completamente inclusiva y en el top of mind de la joyería en tendencia y, a su vez, con un nuevo color, hoy mucho más vibrante y cargado de fuerza.

La Perla Majorica - Los procesos tras las perlas orgánicas
Las perlas de Majorica se clasifican habitualmente junto con las perlas de Mallorca, que se refieren a todas las perlas artificiales fabricadas en Mallorca que se elaboran utilizando los mismos procesos. Esto se debe a que la patente de la familia fundadora expiró en 1948, lo que motivó la apertura de otras empresas manufactureras.
Si bien los métodos para recubrir perlas artificiales están sujetos a variaciones de una empresa a otra, existe un proceso general que se sigue en la producción de este producto. Esto implica varios métodos e incluye materiales que van desde vidrio y plástico hasta conchas de moluscos.
Las perlas Majorica, por ejemplo, están hechas por el hombre en bolas sólidas, a menudo hechas de opalina que están recubiertas con un recubrimiento patentado que está hecho en parte de escamas de pescado. Luego, las perlas de imitación recubiertas se dejan secar antes de pulirse, que luego se sumergen en un producto químico para endurecer la superficie y brindarles una capa adicional de protección contra cualquier daño cosmético como astillado, agrietamiento y pelado. También las protege de la erosión potencial que puede ocurrir al entrar en contacto con humectantes y perfumes.
Después de la fase de fabricación del núcleo empieza la parte más importante y delicada del proceso con las capas de esencia; en contexto a la de Majorica, se mantiene, aún hoy en día, bajo secreto y alejado del saber público. La pulcritud del trabajo que se realizada en la fábrica de la marca hacía que el 40% de la producción se rechazase en los controles de calidad.